# Deux Camarades (film, 2000)

Deux Camarades (Два товарища, Dva tovarishcha) est un film lyrique réalisé par Valeri Pendrakovski (ru) d'après la nouvelle de Vladimir Voïnovitch, sorti en l'an 2000 en Russie.

## Synopsis
L'action se passe au milieu des années 1960 dans une petite ville de province de l'Union soviétique. Avant d'aller faire leur service militaire, deux jeunes gens partent danser, faire la connaissance de jeunes filles et boire du vin. Leur vie est pleine d'aventures et de tentations, mais chacun d'eux choisit son propre chemin dans la vie…

## Distribution
- Youri Mosseïtchouk : Valera Vajenine
- Mikhaïl Taraboukine : Tolik, ami de Valera
- Irina Rozanova : Ekaterina Vassilievna, mère de Valera
- Viktor Proskourine : Sergueï Vajenine, père de Valera
- Olga Loskoutova : Choura, nouvelle épouse du père de Valera
- Iya Savvina : la grand-mère de Valera
- Ioulia Blagaïa : Tania, amie de Valera
- Alexeï Panine : Kozoub, hooligan
- Irina Malycheva : l'enseignante
- Alexandre Grave : épisode

## À propos du film
Ce film est une allusion au film Je m'balade dans Moscou et l'une des mélodies de ce film est jouée au piano dans une des scènes par le héros. Comme le rappelle Matveï Ganapolski, le héros principal de ce film ressemble beaucoup à Nikita Mikhalkov et se comporte comme lui.

## Tournage
Le film a été tourné à Simféropol en Crimée.

## Chanson
La chanson Souvenir (Память) sur les vers de Voïnovitch et une musique de Tikhon Khrennikov est interprétée par l'ensemble « Docteur Watson ».

## Distinctions
- Kinochok (2000) — Prix du jury des pays de la CEI et des pays baltes [réf. souhaitée]
- Littérature et cinéma (2001) — Prix du jury pour le meilleur second rôle (Viktor Proskourine), pour la meilleure musique (Tikhon Khrennikov), etc[réf. souhaitée].